# Bahnhofsrestaurant

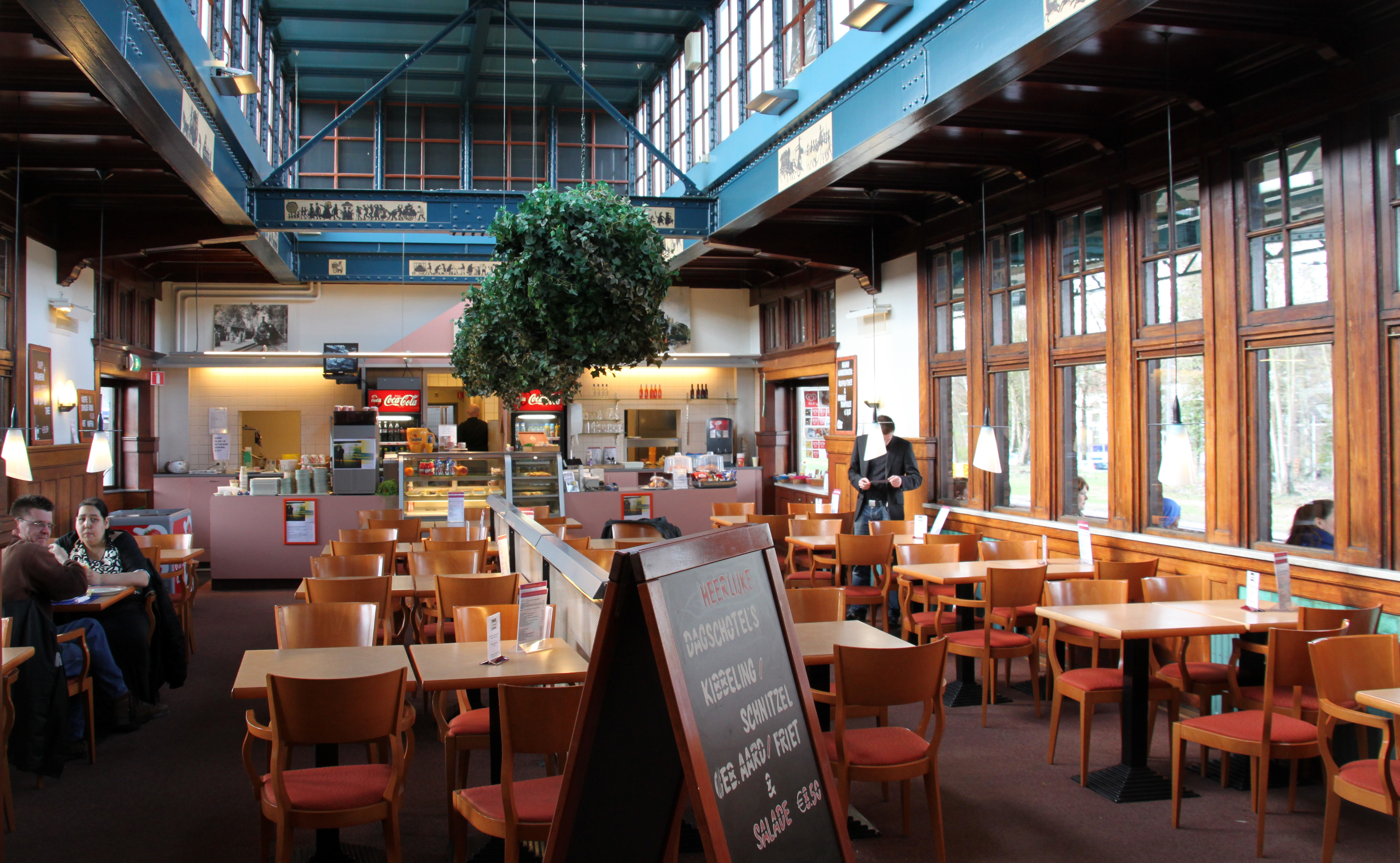
Bahnhofsrestaurant im Bahnhof Deventer

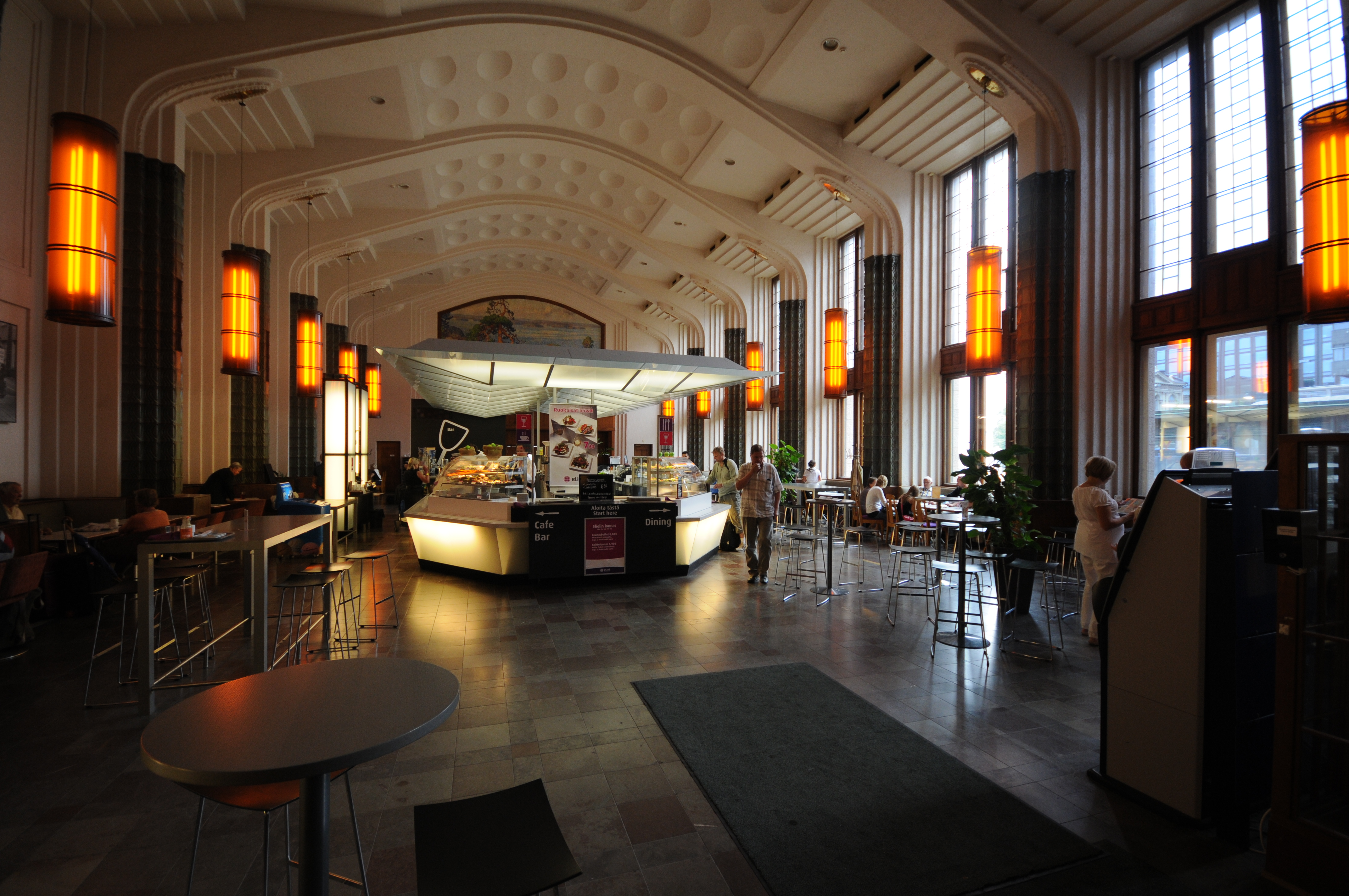
Bahnhofsrestaurant im Hauptbahnhof von Helsinki

Ein Bahnhofsrestaurant oder eine Bahnhofsgaststätte (auch  Bahnhofsrestauration, in Österreich und der Schweiz auch Bahnhofbuffet genannt) ist eine in oder an einem Personenbahnhof gelegene Gaststätte mit einem nennenswerten Anteil Bahnreisender unter den Gästen. In Abhängigkeit von Art, Umfang und Qualität der angebotenen Speisen und Getränken ist auch der Begriff Bahnhofswirtschaft gebräuchlich.

## Geschichte

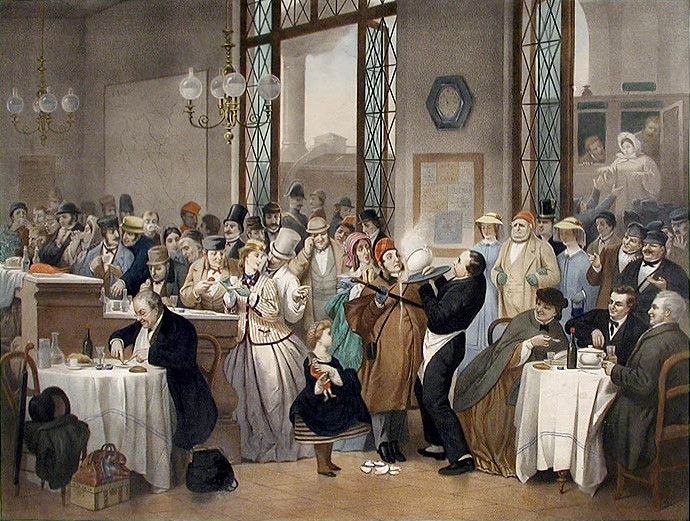
Bahnhofsbuffet um die Mitte des 19. Jahrhunderts (Gemälde von Antoine Gustave Droz, 1864)

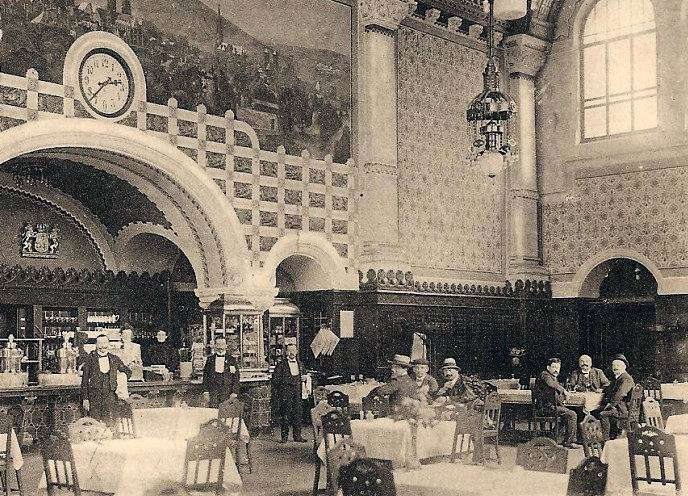
Historische Aufnahme des Restaurants im Bahnhof Metz (1910)

In den ersten Jahrzehnten der Eisenbahngeschichte waren Abteilwagen weit verbreitet, bei denen der Zutritt zum zellenähnlichen Abteil lediglich über Außentüren und Trittbretter und damit praktisch nur während des Aufenthaltes auf Bahnhöfen möglich war. Die Reisenden hatten somit nicht die Möglichkeit, im Zug auf und ab zu gehen oder den Wagen zu wechseln. Ferner fehlten in den Zügen sanitäre Einrichtungen. Es bestand bei längeren Fahrten daher ein Bedürfnis, den Reisenden in den Bahnhöfen neben Zugang zu sanitären Einrichtungen ebenso Gelegenheit zum Erwerb und Verzehr von Speisen und Getränken zu bieten. Damit die Einnahme insbesondere einer Mittagsmahlzeit im Bahnhofsrestaurant möglich war, war es üblich, sogenannte „diner stops“, also längere Aufenthalte auf Unterwegsstationen etwa über Mittag, einzulegen.
Nach Einführung des Seitengangs an Abteilwagen und des Speisewagens bestand insbesondere auf End- und bedeutenderen Zwischenstationen wegen längerer Aufenthaltszeiten weiterhin Bedarf für ein umfassendes gastronomisches Angebot.
Neben der Zulassung eines fliegenden Handels am Gleis wurde diesem Bedarf seitens der Bahngesellschaften durch die Einrichtung von Bahnhofsrestaurants und -wirtschaften im oder am Empfangsgebäude entsprochen. Auf größeren Stationen war es üblich, für die verschiedenen Wagenklassen getrennte Lokalitäten einzurichten, auf kleineren Stationen hingegen gab es auch Kombinationen des Wartesaales mit einer Wirtschaft.
Die Indienststellung erster Speisewagen bedrohte die monopolähnliche Stellung der Bahnhofswirte bei der Versorgung insbesondere der anspruchsvolleren Reisenden (Speisewagen konnten zunächst nur von den Fahrgästen der Polsterklassen, also den seinerzeitigen 1. und 2. Klassen, genutzt werden). Alsbald erhoben verschiedene Bahnhofswirte an die Eisenbahnverwaltungen Forderungen, den Speisewagenbetrieb einzustellen, etwa der Hallenser Gustav Riffelmann. Die Eisenbahnverwaltung wies Riffelmanns Forderung zurück, Riffelmann bekam allerdings im Gegenzug ab 1882 das Recht, selbst Speisewagen zu bewirtschaften. Weitere Bahnhofswirte folgten diesem Beispiel, es wurden von diesen Wirten sogar eigene Speisewagen angeschafft.
Rechtsgrundlagen für den Betrieb einer Bahnhofsgaststätte waren im Gegensatz zur Situation bei den österreichischen Bahnen im Deutschen Kaiserreich die Gewerbeordnung sowie verschiedene bahnpolizeiliche Verwaltungsanordnungen, etwa eine Verordnung des Königlich Preußischen Innenministers vom 27. Juli 1905. Nach diesen waren Bahnhofsgaststätten, zu denen ausschließlich Reisende Zutritt hatten, keine Gewerbebetriebe im Sinne der Gewerbeordnung, brauchten daher nicht konzessioniert zu werden und unterlagen auch nicht der Sperrstunde. Die Gaststätten galten vielmehr als Teil des Eisenbahnbetriebs, wurden vom Bahnbetreiber eingerichtet und zumeist im Wege der Ausschreibung an Wirte verpachtet. Damit die Reisenden preislich nicht übervorteilt wurden, war eine Preisliste vorgeschrieben. Ferner bedurfte der Wirt der Billigung des Stationsvorstandes zur Höhe der Preise.

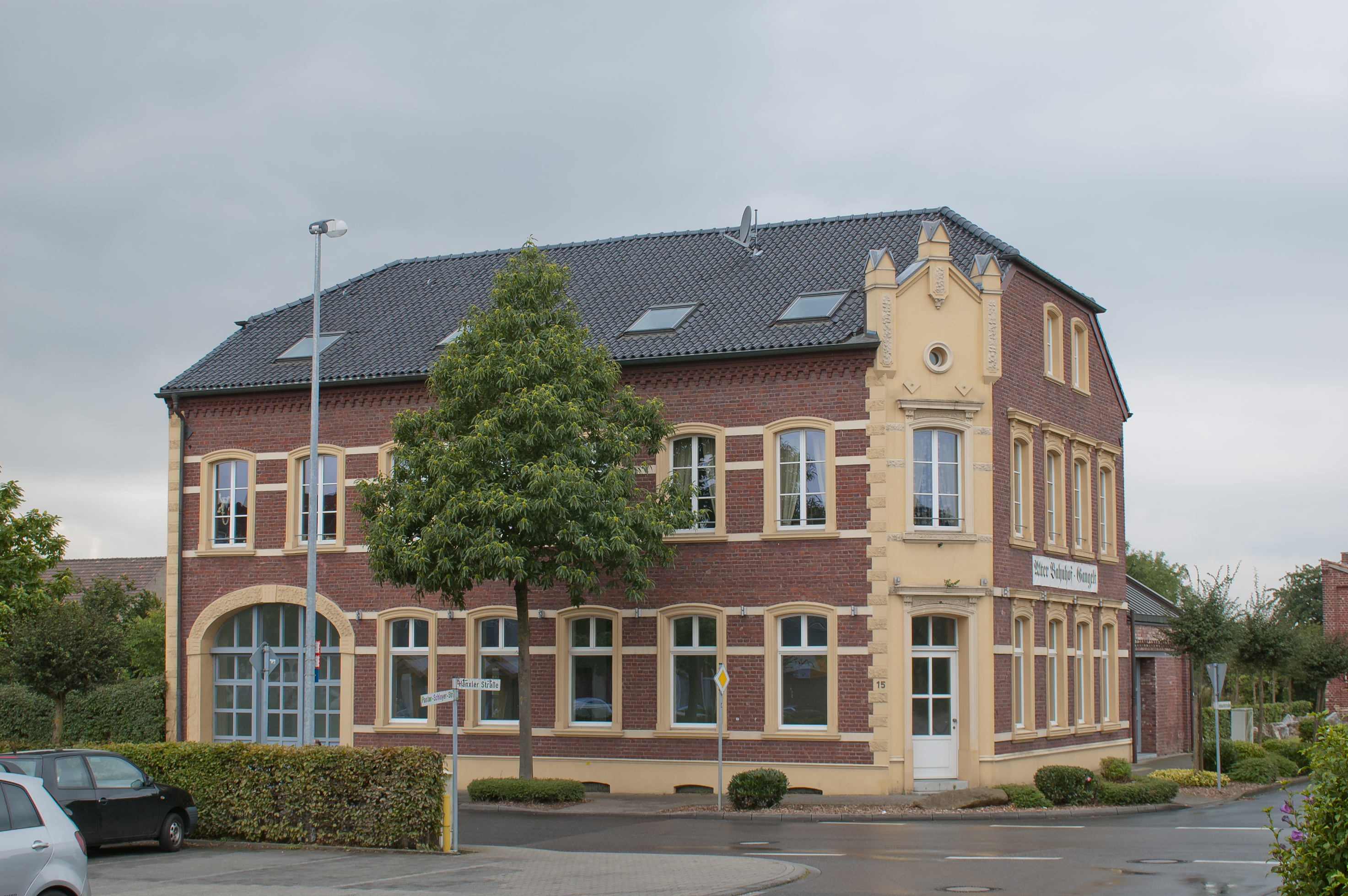
Gebäude der räumlich und wirtschaftlich vom eigentlichen Bahnbetrieb getrennten Bahnhofswirtschaft am früheren Bahnhof in Gangelt der GKB

Aufgrund dieser Regelungen war zwischen dem Eisenbahnbetrieb zugehörigen Bahnhofsgaststätten und nicht dem Eisenbahnbetrieb zugehörigen, sondern gewöhnlich gemäß der Gewerbeordnung konzessionierten Bahnhofsgaststätten zu unterscheiden. Letztere befanden sich häufig räumlich getrennt lediglich in der unmittelbaren Nachbarschaft des Bahnhofes.
Die SBB erwirtschafteten in der Schweiz zeitweise bis zu zehn Prozent des Umsatzes mit ihren „Bahnhofbuffets“.

## Bahnhofsrestaurants in Literatur, Film und Kunst
Am Ende des britischen Filmes Brief Encounter beschließen die Protagonisten im Bahnhofsrestaurant, im Interesse ihrer Familien ihre Liebesbeziehung nicht weiter zu führen.
In Arno Schmidts Erzählung Tina oder über die Unsterblichkeit verschwindet Goethe aus dem Blickfeld des Dichters in einem Bahnhofsrestaurant.
Ferner sind erwähnenswert die Kurzgeschichte „Im Bahnhofsrestaurant Danziger Röss’l“ von Else Ury und der Roman Der ewige Spießer von Ödön von Horváth, in dem ein Bahnhofsrestaurant gleichfalls ein Schauplatz der Handlung ist.
Der Schriftsteller Arnold Kübler schrieb im Bahnhofsbuffet 3. Klasse des Zürcher Hauptbahnhofes große Teile seiner Oeppi-Romane. Der Schweizer Ernst Zahn („Herrgottsfäden“) war wie sein Vater Wirt der Bahnhofsgaststätte Göschenen vor dem Gotthardtunnel, die Besonderheit der Mahlzeiten dort wurden wiederum literarisch verewigt in Hermann Burgers Roman Die künstliche Mutter.
Bert Brechts Flüchtlingsgespräche werden im Bahnhofsrestaurant Helsinki geführt.

## Das Bahnhofsrestaurant als Schauplatz bekannter Ereignisse
Die Bahnhofsrestaurationen sind verschiedentlich als Schauplatz realer Ereignisse oder im Zusammenhang mit solchen Ereignissen in Erscheinung getreten.
So trank der Schuster Friedrich Wilhelm Voigt nach seiner Köpenickiade, des unter Vortäuschung, als Hauptmann unter Befehl zu handeln, erfolgten Raubes der Stadtkasse Köpenicks, bevor er mit der Bahn flüchtete, noch im Bahnhofsrestaurant des Köpenicker Bahnhofs ein Bier. Gerhart Hauptmann selbst floh in einer Glaubenskrise als junger Mann in die heimatliche Bahnhofsgaststätte seiner Eltern.
In der Schweiz gilt das Bahnhofbuffet Olten als eine nationale Institution, in einer Reportage im NZZ Folio wurde es als „eine Brutstätte des Schweizer Wohlergehens“ (Andreas Dietrich) beschrieben. Durch seine zentrale Lage im Eisenbahnkreuz Olten ist es von fast allen Regionen in höchstens drei Stunden gut erreichbar. Deshalb wurden in diesem Lokal einige der wichtigsten Schweizer Vereine gegründet und natürlich noch mehr Versammlungen abgehalten.
Der Mörder Fritz Haarmann lernte 1924 in der Bahnhofsgaststätte des Hauptbahnhofs Hannover mehrere seiner Opfer kennen, wie in dem Fernsehpitaval: Der Fall Haarmann nachgewiesen wird.

## Bekannte Restaurants
- Bahnhofbuffet Olten, Olten
- Le Train Bleu, Gare de Lyon, Paris